# Boys (chanson de Britney Spears)
Pour les articles homonymes, voir Boys.
Singles de Britney Spears
I Love Rock 'n' Roll
(2002) Me Against the Music
(2003)
Pistes de Britney
I'm Not a Girl, Not Yet a Woman
(4) Anticipating
(6)
Boys est le cinquième et dernier single international de l'album Britney de la chanteuse américaine pop Britney Spears sorti en 2001.
C'est la seconde fois que la chanteuse s'entoure de The Neptunes après I'm a Slave 4 U. Cette version single a été retravaillée en duo avec Pharrell Williams, qui apparaît également dans le clip du morceau, et fait partie de la bande originale de Austin Powers dans Goldmember, dont le héros, Austin Powers, fait lui aussi une apparition dans le clip.
Dans la vidéo, Britney Spears se rend à une soirée : l'ambiance est sombre, certains personnages sont inquiétants. Elle rencontre Pharrell, qui la drague, et se retrouvera ensuite sur la piste de danse en compagnie d'Austin Powers qui entreprend une chorégraphie décalée.

## Classements
| Charte (2002)                               | Meilleure position |
| ------------------------------------------- | ------------------ |
| ARC Weekly Top 40                           | 31                 |
| États-Unis Billboard Bubbling-Under Hot 100 | 9                  |
| États-Unis Billboard Mainstream Top 40      | 32                 |
| Australie ARIA Singles Chart                | 14                 |
| Autriche Top 75                             | 18                 |
| Belgique Top 20                             | 7                  |
| Brésil Top 100                              | 45                 |
| Canada Billboard Top 100                    | 21                 |
| Allemagne Dutch Top 40                      | 14                 |
| Europe Eurochart Hot 100 Singles            | 37                 |
| France Top 100                              | 55                 |
| Allemagne Top 100                           | 19                 |
| Indonésie Chart                             | 8                  |
| Italie Top 50                               | 30                 |
| Japon Top 200                               | 63                 |
| Mexique Top 100 (Album Version)             | 25                 |
| Mexique Top 100 (Co-Ed Remix)               | 8                  |
| N.P. Top 100                                | 16                 |
| Nouvelle-Zélande                            | 39                 |
| Philippines                                 | 1                  |
| Suède                                       | 11                 |
| Suisse                                      | 20                 |
| Japon                                       | 38                 |
| Royaume-Uni Official Singles Chart          | 7                  |
| Monde Airplay Top 100                       | 36                 |
| Monde Singles Top 100                       | 16                 |